# 论珠日
论珠日（藏語：ལྟུན་གྲུབ་རི།，罗马字母拼写：Lhünzhub Ri），位于中华人民共和国西藏自治区山南市错那县境内的一座山峰，是中华人民共和国民政部第二批增补藏南地区公开使用地名中的一个。 该地位于中国与印度领土争议地区，实际位置位于印度下苏班西里县与帕普派尔县交界地区。